# Silvanus retrahens
Silvanus retrahens is een kever uit de familie spitshalskevers (Silvanidae). De wetenschappelijke naam van de soort werd in 1858 gepubliceerd door Francis Walker.